# Torre de Burana
La Torre de Burana  (en kirguís: Бурана) es un gran minarete en el Valle de Chuy en el norte de Kirguistán. 
Se encuentra a unos 80 km al este de la capital del país Biskek, en el distrito de Chuy, cerca de la ciudad de Tokmok. La torre, junto con lápidas, movimientos de tierra y los restos de un castillo y tres mausoleos, es todo lo que queda de la antigua ciudad de Balasagun, que fue establecida por los Karakhanids a finales del siglo noveno. Una escalera exterior y una escalera empinada y serpenteante en el interior de la torre permite a los visitantes subir a la cima.